# Blowing Point
Blowing Point – miejscowość na Anguilli - wyspie, będącej jednocześnie częścią brytyjskich terytoriów zamorskich. W 2011 liczyła 825 mieszkańców i 297 domów.

## Położenie
Blowing Point położony jest w południowo-zachodniej części wyspy, nad cieśniną Anguilla Channel.

## Transport
W Blowing Point znajduje się terminal promowy, z którego odpływają kilka razy dziennie promy do Marigot na Saint-Martin. Najbliższym lotniskiem jest port lotniczy Clayton J. Lloyd.

## Sport
W miejscowości znajduje się Anguilla Tennis Academy.